# Грачёвка (Петровский район)
Грачёвка — село в Петровском районе Саратовской области. Административный центр Грачёвского муниципального образования.

## География
Село находится на расстоянии примерно 7 км (по прямой) к северо-западу от города Петровск, административного центра района.

### Часовой пояс
Село Грачёвка, как и вся Саратовская область, находится в часовой зоне МСК+1. Смещение применяемого времени относительно UTC составляет +4:00.

## История
Основано в 1832 году как хутор Грачёв, названо по фамилии основателя — крестьянина Петровского уезда. В 1910 году на хуторе насчитывалось 137 дворов, проживало 854 жителя. Во второй половине XX века — центральная усадьба колхоза имени Ленина.

## Население
| 2002 | 2010 |
| ---- | ---- |
| 567  | ↘566 |

### Национальный состав
Согласно результатам переписи 2002 года, в национальной структуре населения русские составляли 95 % из 567 чел.